# Archimaréchal du Saint-Empire romain germanique

Les armes

Archimaréchal ou archi-maréchal est l'autre nom pour le grand maréchal du Saint-Empire romain germanique. 

## Histoire
Cette charge est attachée à l'électeur de Saxe. En cette qualité, il précède immédiatement l'empereur dans les cérémonies, et porte devant lui l'épée nue. 

## Héraldique
Cette charge est symbolisée en héraldique par des épées croisées en sautoir, pointes en haut, qui figurent sur certaines des armoiries des ducs de Saxe.